# Condado de Bannock
El condado de Bannock (en inglés: Bannock County), fundado en 1893, es un condado en el estado estadounidense de Idaho. En el año 2000 tenía una población de 75 565 habitantes con una densidad poblacional de 26.3 personas por km². La sede del condado es Pocatello.

## Geografía
Según la Oficina del Censo, el condado tiene un área total de 2972 km² (1147,5 mi²), de la cual 2884 km² (1113,5 mi²) es tierra y 88 km² (34,0 mi²) (2.98%) es agua.

### Condados adyacentes
- Condado de Bingham - norte
- Condado de Caribou - este
- Condado de Franklin - sureste
- Condado de Oneida - suroeste
- Condado de Power - oeste

### Carreteras
- - Interestatal 15
- - Interestatal 86
- - US 30
- - US 91

## Demografía
En el 2000 la renta per cápita promedia del condado era de $36 683, y el ingreso promedio para una familia era de $44, 192. En 2000 los hombres tenían un ingreso per cápita de $36 056 versus $23 595 para las mujeres. El ingreso per cápita para el condado era de $17 148. Alrededor del 13.90% de la población estaba bajo el umbral de pobreza nacional.

## Ciudades y pueblos
- Arimo
- Chubbuck
- Downey
- Inkom
- Lava Hot Springs
- McCammon
- Pocatello (parcialmente en el Condado de Power)